# بوریالوسور
بوریالوسور (نام علمی: Borealosaurus) نام یک سرده از راسته خزنده‌کفلان است.